# Paolo Bernard
Paolo Bernard, pseudonimo di Paolo Belfiore (Garlasco, 14 agosto 1885 – Torino, 11 settembre 1961), è stato un cantante e attore italiano entrato nella storia della musica leggera italiana per aver lanciato nel 1926 la notissima canzone Adagio Biagio.

## Biografia
Cognato del clown Grock, si trasferì a Torino per studiare il canto lirico, iniziando nel frattempo a recitare come attore, debuttando nel 1910 al Teatro Eden con macchiette e canzoni umoristiche.
Interrotta l'attività per la partecipazione alla prima guerra mondiale, riprese nel dopoguerra con il nome d'arte Paul Bernard, presto italianizzato, proponendo un repertorio in parte tradotto dal francese e in parte originale; negli anni '20 pubblicò molti 78 giri per la Columbia, tra cui nel 1926 il suo maggiore successo, Adagio Biagio. Sono gli anni del sodalizio con Mario Bonavita (il celebre Marf) e Vittorio Mascheroni.
Cantò anche le sue canzoni umoristiche nei primi programmi dell'Eiar, e fondò una casa di edizioni musicali di sua proprietà, le Edizioni Bernard.
Incise anche alcuni 78 giri per la serie Piccola Meraviglia della Columbia, dischi minuscoli di solo 15 cm di diametro e circa due minuti di minutaggio.
Nel 1932 creò una compagnia con Milly, presentando al Teatro Odeon di Milano lo spettacolo Donnine che ballano, scritto da Angelo Nizza e Riccardo Morbelli.
Abbandona il mondo dello spettacolo nel 1943, diventando capo dell'ufficio pubblicità alla L'Oréal, ed apparendo solo sporadicamente in serate di beneficenza.
Fu anche autore di canzoni in piemontese, tra cui una delle più note è Sôta i pônt del Po, su musica del Maestro Lorenzo Gardino.
Nel 1991 Biagio Antonacci ha intitolato un suo album Adagio Biagio, inserendo anche alcuni secondi, all'inizio della prima traccia, della canzone di Bernard.

## Discografia parziale

### Singoli
- ?: La mia suocerina/Conferenza sul vino (Columbia, D 5351)
- 1926: Musicofobia/Bernard in pretura (Columbia, D 5708)
- 1926: Non ho fatto attenzione/La mia Danese (Columbia, D 5724)
- 1926: Adagio Biagio/La mai fisarmonica (Columbia, D 5732)
- 1928: Peggio per lei/Jazzbandofobia (Columbia, D 5907)
- 1928: Come un gorgonzola/Facciamo economia (Columbia, D 5908)
- 1928: Sofia/Cretinate (Columbia, D 5910)
- 1928: La specie umana/A me non la fanno (Columbia, D 5938)

#### SeriePiccola Meraviglia
- 1926: L'animale di Florestano/La cornacchia del Canada (Columbia, PM 40)